# Tournoi de clôture du championnat de Bolivie de football 2015
Navigation
Tournoi précédent Tournoi suivant
Le tournoi de clôture de la saison 2015 du Championnat de Bolivie de football est le second tournoi semestriel de la quarante-et-unième édition du championnat de première division en Bolivie. Les douze équipes sont regroupées au sein d'une poule unique où elles s'affrontent deux fois, à domicile et à l'extérieur.
C'est le tenant du titre, Club Bolívar qui remporte le tournoi Clôture après avoir terminé en tête du classement final, avec quatre points d'avance sur The Strongest La Paz et sept sur Jorge Wilstermann. Il s'agit du vingtième titre de champion de Bolivie de l'histoire du club.

## Qualifications continentales
Les trois premiers du classement cumulé des tournois Ouverture et Clôture se qualifient pour la Copa Libertadores 2016 tandis que les quatre formations suivantes (de la 4e à la 7e place) joueront la Copa Sudamericana 2016. Si un club remporte les tournois Ouverture et Clôture, il récupère la place en Copa Sudamericana du 7e.

## Les clubs participants
| - Nacional Potosi - Club Petrolero - Oriente Petrolero - Club Bolívar - Club Blooming - Universitario de Sucre | - Club Deportivo San José - Real Potosi - Club Deportivo Jorge Wilstermann - The Strongest La Paz - Universitario de Pando - Sport Boys Warnes |

## Compétition
Le barème utilisé pour établir l'ensemble des classements est le suivant :
- Victoire : 3 points
- Match nul : 1 point
- Défaite : 0 point

### Classement
| Rang | Équipe                           | Pts | J  | G  | N  | P  | Bp | Bc | Diff |
| ---- | -------------------------------- | --- | -- | -- | -- | -- | -- | -- | ---- |
| 1    | Club BolívarT                    | 46  | 22 | 14 | 4  | 4  | 44 | 22 | +22  |
| 2    | The Strongest La Paz             | 42  | 22 | 12 | 6  | 4  | 48 | 28 | +20  |
| 3    | Club Deportivo Jorge Wilstermann | 39  | 22 | 10 | 9  | 3  | 23 | 15 | +8   |
| 4    | Club Blooming                    | 35  | 22 | 9  | 8  | 5  | 32 | 22 | +10  |
| 5    | Oriente Petrolero                | 34  | 22 | 9  | 7  | 6  | 39 | 25 | +14  |
| 6    | Real Potosí                      | 33  | 22 | 10 | 3  | 9  | 30 | 23 | +7   |
| 7    | Club Deportivo San José          | 27  | 22 | 7  | 6  | 9  | 33 | 29 | +4   |
| 8    | Club Petrolero                   | 26  | 22 | 5  | 11 | 6  | 21 | 25 | -4   |
| 9    | Universitario de Sucre           | 24  | 22 | 7  | 3  | 12 | 27 | 36 | -9   |
| 10   | Nacional Potosí                  | 23  | 22 | 5  | 8  | 9  | 24 | 29 | -5   |
| 11   | Sport Boys Warnes                | 18  | 22 | 5  | 3  | 14 | 24 | 42 | -18  |
| 12   | Universitario de Pando           | 12  | 22 | 2  | 6  | 14 | 15 | 64 | -49  |

|  | Qualification pour la Copa Sudamericana 2016 |
|  | T : Tenant du titre                          |

### Matchs
| Résultats (▼dom., ►ext.) | BLO | BOL | CUN | NAC | OPE | PET | RPO | SJO | SBW | STR | UNC | WIL |
| Blooming                 |     | 1-0 | 2-0 | 2-0 | 2-1 | 3-0 | 3-0 | 2-2 | 2-0 | 2-1 | 1-1 | 0-0 |
| Bolívar                  | 4-3 |     | 2-0 | 3-1 | 2-1 | 4-1 | 2-1 | 1-0 | 5-0 | 1-1 | 4-0 | 1-0 |
| Universitario Sucre      | 1-3 | 2-2 |     | 2-1 | 1-2 | 1-2 | 1-0 | 0-0 | 2-0 | 0-1 | 9-1 | 2-1 |
| Nacional Potosí          | 1-0 | 1-2 | 0-1 |     | 1-0 | 0-0 | 2-2 | 2-3 | 1-1 | 4-3 | 3-0 | 0-1 |
| Oriente Petrolero        | 1-0 | 3-0 | 2-2 | 2-2 |     | 0-0 | 1-1 | 4-0 | 3-1 | 0-0 | 3-0 | 2-0 |
| Petrolero                | 0-0 | 1-1 | 3-0 | 0-0 | 1-1 |     | 0-1 | 0-0 | 2-1 | 3-2 | 2-2 | 1-2 |
| Real Potosí              | 3-0 | 0-2 | 0-2 | 0-1 | 2-0 | 1-0 |     | 2-0 | 2-0 | 1-2 | 6-0 | 1-1 |
| San José                 | 2-2 | 0-2 | 6-0 | 1-0 | 4-1 | 1-1 | 0-2 |     | 2-1 | 1-2 | 6-0 | 1-1 |
| Sport Boys               | 1-1 | 3-2 | 2-1 | 0-0 | 0-2 | 1-2 | 1-2 | 3-2 |     | 1-2 | 3-0 | 0-1 |
| The Strongest            | 1-1 | 1-0 | 3-0 | 2-2 | 4-3 | 4-2 | 3-0 | 1-0 | 6-2 |     | 5-0 | 2-2 |
| Universitario Pando      | 2-2 | 1-2 | 1-0 | 2-0 | 1-6 | 0-0 | 0-3 | 0-2 | 1-3 | 2-2 |     | 1-1 |
| Jorge Wilstermann        | 1-0 | 1-1 | 1-0 | 2-2 | 1-1 | 0-0 | 2-0 | 2-0 | 1-0 | 1-0 | 1-0 |     |

## Qualifications continentales
| Rang | Équipe                           | Pts | J  | G  | N  | P  | Bp | Bc  | Diff |
| ---- | -------------------------------- | --- | -- | -- | -- | -- | -- | --- | ---- |
| 1    | Club BolívarT                    | 92  | 44 | 28 | 8  | 8  | 96 | 45  | +51  |
| 2    | The Strongest La Paz             | 79  | 44 | 23 | 10 | 11 | 87 | 54  | +33  |
| 3    | Oriente Petrolero                | 76  | 44 | 22 | 10 | 12 | 72 | 43  | +29  |
| 4    | Club Deportivo Jorge Wilstermann | 73  | 44 | 19 | 16 | 9  | 53 | 40  | +13  |
| 5    | Club Blooming                    | 66  | 44 | 17 | 15 | 12 | 61 | 52  | +9   |
| 6    | Real Potosí                      | 63  | 44 | 18 | 9  | 17 | 53 | 51  | +2   |
| 7    | Club Deportivo San José          | 61  | 44 | 18 | 7  | 19 | 67 | 62  | +5   |
| 8    | Universitario de Sucre           | 53  | 44 | 16 | 5  | 23 | 53 | 71  | -18  |
| 9    | Club Petrolero                   | 52  | 44 | 12 | 16 | 16 | 48 | 66  | -18  |
| 10   | Nacional Potosí                  | 49  | 44 | 12 | 13 | 19 | 53 | 61  | -8   |
| 11   | Sport Boys Warnes                | 38  | 44 | 8  | 14 | 22 | 45 | 70  | -25  |
| 12   | Universitario de Pando           | 24  | 44 | 5  | 9  | 30 | 33 | 106 | -73  |

|  | Qualification pour la Copa Libertadores 2016 |
|  | Qualification pour la Copa Sudamericana 2016 |
|  | T : Tenant du titre                          |

- En tant que vainqueur à la fois des tournois Ouverture et Clôture, Club Bolívar se qualifie à la fois pour la Copa Libertadores 2016 et la Copa Sudamericana 2016.

## Relégation
Un classement cumulé des performances sur les quatre derniers tournois (saisons 2013-2014 et 2014-2015) permet de déterminer les clubs relégués. Le dernier de ce classement est directement relégué en deuxième division tandis que le 11e doit disputer un barrage de promotion-relégation face au 2e de Copa Simon Bolivar.
| Rang | Équipe                           | Pts    | J  | G | N | P | Bp | Bc | Diff |
| ---- | -------------------------------- | ------ | -- | - | - | - | -- | -- | ---- |
| 1    | Club Bolívar                     | 1,9091 | 88 |   |   |   |    |    |      |
| 2    | The Strongest La Paz             | 1,8636 | 88 |   |   |   |    |    |      |
| 3    | Club Deportivo San José          | 1,6023 | 88 |   |   |   |    |    |      |
| 4    | Club Deportivo Jorge Wilstermann | 1,5114 | 88 |   |   |   |    |    |      |
| 5    | Oriente Petrolero                | 1,5227 | 88 |   |   |   |    |    |      |
| 6    | Real Potosi                      | 1,4773 | 88 |   |   |   |    |    |      |
| 7    | Universitario de Sucre           | 1,4091 | 88 |   |   |   |    |    |      |
| 8    | Club Blooming                    | 1,2386 | 88 |   |   |   |    |    |      |
| 9    | Club Petrolero                   | 1,1818 | 44 |   |   |   |    |    |      |
| 10   | Nacional Potosi                  | 1,1477 | 88 |   |   |   |    |    |      |
| 11   | Sport Boys Warnes                | 1,0000 | 88 |   |   |   |    |    |      |
| 12   | Universitario de Pando           | 0,5455 | 44 |   |   |   |    |    |      |

### Barrage de promotion-relégation
Le barrage se dispute en deux matchs gagnants, avec un match d'appui éventuel.
| Équipe 1          | Résultat | Équipe 2              | Aller | Retour | Appui |
| ----------------- | -------- | --------------------- | ----- | ------ | ----- |
| Sport Boys Warnes | 2 - 1    | (D2) Atlético Bermejo | 1 - 3 | 4 - 1  | 2 - 0 |

- Les deux clubs se maintiennent dans leur championnat respectif.

## Bilan de la saison
| Championnat de Bolivie de football 2015 |                          |
| Champion                                | Club Bolívar (20e titre) |
| Qualifications continentales            |                          |
| Copa Libertadores 2016                  | Club Bolívar             |
| Copa Libertadores 2016                  | The Strongest La Paz     |
| Copa Libertadores 2016                  | Oriente Petrolero        |
| Copa Sudamericana 2016                  | Club Bolívar             |
| Copa Sudamericana 2016                  | Club Jorge Wilstermann   |
| Copa Sudamericana 2016                  | Club Blooming            |
| Copa Sudamericana 2016                  | Real Potosi              |
| Promotions et relégations               |                          |
| Promus en Primera A                     | Club Atlético Ciclón     |
| Relégués en Torneo Simon Bolívar        | Universitario de Pando   |